# Loretánská kaple v Rabštejně nad Střelou
Loretánská kaple v Rabštejně nad Střelou na Plzeňsku se nachází na Loretánském vršku v severovýchodní části města pod bývalými hradbami. Je chráněna jako nemovitá kulturní památka České republiky.

## Historie
Loretánská kaple byla postavena roku 1671 v předpolí dolní městské brány. Založil ji Sebastian hrabě z Pöttingu a předal ji do správy rabštejnskému servitskému klášteru. Roku 1712 byla zachycena na rytině městečka od P. Mauritia Vogta.
Kaple je jednou z nejmenších loretánských kaplí v Česku. Stojí při cestě od kamenného mostu přes řeku Střelu do města a přístupná je odbočkou z hlavní ulice pod bývalým špitálem. Jedná se o jednoduchou hranolovou stavbu orientovanou k východu, stojící na skalnatém výběžku. Na západní stěně má trojúhelníkově završené okno, na jižní stěně dva pravoúhlé portály. Zbylé dvě stěny jsou slepé, nárožní pilastry bez hlavic a hlavní římsa je mělká. Nízká stanová střecha je zakončena sanktusníkem. Vnitřní zařízení kaple pochází z konce 17. a počátku 19. století. Před odstraněním vnitřní zdi patřila ke kaplím poloplášťového typu (s chodbou na levé a závěrové straně). Nasvědčují tomu obvodové rozměry 12,25 m x 7,30 m a zazděné vstupní otvory.
Po zrušení kláštera roku 1787 kaple chátrala a poničena byla také vichřicí v roce 1793. Při průtrži mračen byla zničena střecha, klenba a velká část vnitřku. Z iniciativy rabštejnských občanů prošla kaple důkladnou opravou. Roku 1843 byla zřícená klenba nahrazena prkenným podhledem pobitým trámy a čtvercový zamřížovaný otvor na čelní stěně byl vyměněn za otvor s hrotitým obloukem. Profilované vstupy zůstaly jen na předměstské straně, vstupy z protější strany byly zazděny. Zazděn byl také menší otvor, který vedl do vnitřní chodbičky ke krovu. Pořízena byla také valbová střecha se santusníkem.
Od roku 1945 kaple nebyla používána. Další oprava proběhla v 90. letech 20. století. Loretánská kaple je samostatně přístupná po dohodě, klíč je možné zapůjčit v otevírací době informačního centra na náměstí.